# هدى عليان
هدى عليان (1958-) هي ناشطة سياسية من مواليد مخيم الشاطىء في غزة، وتعود أصولها إلى قرية هريبا المهجرة قضاء غزة. تلقت تعليمها الأساسي في مدرسة الشاطئ، والثانوية في مدرسة مصطفى حافظ الثانوية عام 2003، والتحقت بكلية الصحافة والعلاقات العامة في جامعة الأزهر ونالت درجة البكالوريوس. شغلت منصب عضو في المجلس الوطني الفلسطيني عام 2017.

## مسيرتها العملية والسياسية
بدأت هدى خميس عليان في الأنشطة الوطنية بين النساء، ثم انضمت إلى صفوف الجبهة الديمقراطية عام 1981، شغلت منصب عضواً في قيادة منطقة غزة بين الأعوام 1983 و1990، وشاركت في أنشطة الانتفاضة الأولى، وكانت في حزب الاتحاد الديمقراطي الفلسطيني فدا الذي انشق عن الجبهة الديمقراطية عام 1992، وانتخبت مسؤولة لاتحاد العمل النسوي داخل فدا عام 2000، ثم عضواً في اللجنة المركزية لفدا عام 2007، وتم اختيارها عضواً في المكتب السياسي التابع لها بين الأعوام 2011 و2019.
نظمت مع مجموعة من النساء حملات ضغط على المجلس التشريعي لإقرار كوتا نسوية داخل المجلس عام 2006، وشاركت في تنسيق حملات نسائية لإنهاء الانقسام الفلسطيني عام 2011 بالتعاون مع مؤسسات نسوية واتحادات حقوقية وأحزاب سياسية، واستمرت في ذلك حتى عام 2016، بعد أن تم توقيع اتفاقية الشاطئ. كانت عضواً في المجلس الإداري للجنة الاتحاد العام للمرأة الفلسطينية عام 2005، وشغلت منصب مدير جمعية العمل النسائي لتأمين المرأة والطفل منذ عام 2006.